# 東南海地震
東南海地震（とうなんかいじしん）は、紀伊半島沖から遠州灘にかけての海域（南海トラフの東側）で周期的に発生するとされている海溝型地震。規模は毎回M8クラスに達する巨大地震で、約100年から200年周期の発生と考えられている。東南海大地震（とうなんかいだいじしん）とも呼称される。
最新のものは、1944年（昭和19年）12月7日に、紀伊半島南東沖を震源として発生したものであり、元来「東南海地震」はこの昭和東南海地震を指す名称であった。この地震により、遠州灘沿岸（東海道）から紀伊半島（南海道）に渡る一帯で被害が集中したため「東南海」と呼ばれるようになり、現在では過去の同地域の地震についても東南海地震と呼ばれるようになっている。東海地震や南海地震と発生がほぼ同時もしくは時期が近いなど連動する場合があるが、震源域が異なっており、別の地震に区別される（詳細は後述）。

## 南海トラフにおける震源域

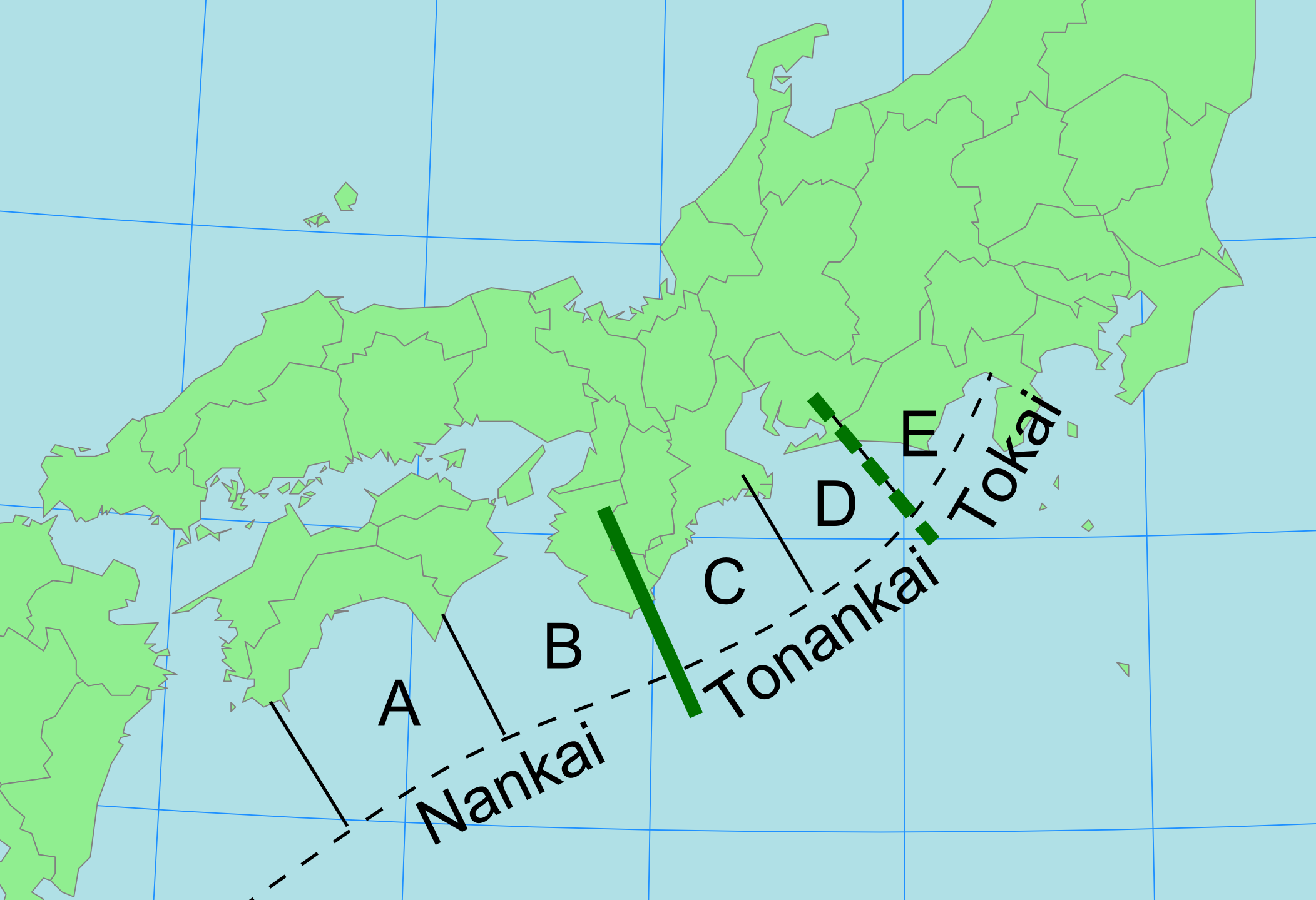
東海・東南海・南海地震震源域

南海トラフ沿いの地震の震源域は、A（土佐湾沖）、B（紀伊水道沖）、C（熊野灘沖）、D（遠州灘沖）、E（駿河湾沖）の5つのセグメントに分けられ、それぞれにアスペリティが存在するとされる。さらに紀伊半島沖で東西の領域に二分され、西側は南海地震震源域（A, B）、東側は紀伊半島沖から浜名湖沖にかけての東南海地震震源域（C, D）、浜名湖沖から駿河湾にかけての東海地震震源域（E）に分けられる。なお、南海トラフのE領域部分については駿河トラフとも呼称される。
これまでの歴史地震の記録から、全ての領域（A, B, C, D, E）でほぼ同時または短い間隔で地震が発生する東海・東南海・南海地震（南海トラフ巨大地震）と考えられているケースが複数回ある。また、紀伊半島沖より東側の領域に限れば、東海地震の震源域まで延長される東海・東南海連動地震（C, D, E）の場合と、断層の破壊が浜名湖沖までにとどまったとされる東南海地震（C, D）の場合があった。すなわち東海地震単独発生の例は確かなものがなく、これまでの記録で東海地震とされてきたものは東南海地震を伴っていると考えられている。このため、東海・東南海の区分（E領域のみを単独の「東海地震」として扱うこと）については不明瞭な部分もある。プレート境界と共に動く分岐断層は地震の毎に異なるため、繰り返し発生している地震であるが、年代毎に異なった個性を持っている。
2011年12月に発表された中央防災会議の「南海トラフの巨大地震モデル検討会」の中間とりまとめでは、南海トラフ沿いで起きると想定される巨大地震の最大規模として、震源域が従来のほぼ2倍に拡大され、暫定値としてMw9.0が示された。

## 1944年東南海地震（昭和東南海地震）

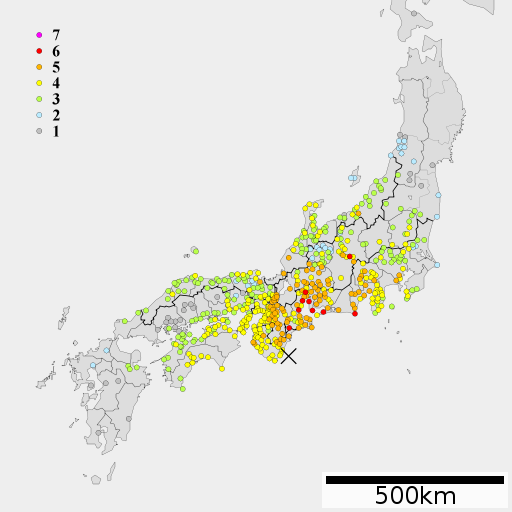
昭和東南海地震の震度分布

ごく近い時期の発生であったものとしては、1944年（昭和19年）12月7日13時36分に、紀伊半島東部の熊野灘、三重県尾鷲市沖約20 km（北緯33度8分、東経136度6分）を中心とする震源で発生した巨大な1944年東南海地震がある。「昭和東南海地震」または単に「東南海地震」と呼ばれることがある。この地震は1945年（昭和20年）の終戦前後にかけて4年連続で1,000名を超える死者を出した4大地震（鳥取地震、三河地震、昭和南海地震）の一つである。

## 過去の地震の歴史
東南海地震の震源域単独の発生が確かなものは上述の1944年（昭和19年）の地震のみである。江戸時代に発生した地震は東海地震や南海地震と連動したと考えられているが、それ以前は諸説あり詳細は不明である。以下に東南海地震が震源域として含まれていると推定されている過去の地震を示す。新暦は明応地震以前はユリウス暦、慶長地震以降はグレゴリオ暦で示している。マグニチュードは宇佐美（2003）による推定値であるが古い時代のものは断片的な記録しか存在せず、精度も低く、また、モーメント・マグニチュードではない。
- 684年11月26日（天武天皇13年10月14日） 白鳳地震（天武地震） M81⁄4 - 土佐の地盤沈下や津波は南海地震と思われる記録だが、発掘調査により東海・東南海地震も連動したと推定される。愛知県一宮市の田所遺跡の7世紀後半の噴砂の痕跡が東南海地震震源域に相当する。
- 887年8月22日（仁和3年7月30日） 仁和地震 M8.0-8.5 - 五畿七道諸国大震、摂津の甚大な津波は南海地震を示唆する記録だが、発掘調査により、東海・東南海地震も連動したと推定される。愛知県稲沢市の地蔵越遺跡の平安時代前期の層における噴砂の痕跡が相当する。
- 1096年12月11日（嘉保3年11月24日） 永長地震 M8.0-8.5 - 畿内、琵琶湖、および揖斐川付近の強震動および安濃津や駿河の甚大な津波被害により、東海・東南海地震の連動とされる[2][8]。この地震の2年2ヶ月後に南海地震（康和地震）も発生。
- 1361年7月26日（正平16年/康安元年6月24日） 正平地震（康安地震） M81⁄4-8.5 - 南海地震と思われる記録だが、発掘調査により東南海地震も連動したと推定される。愛知県木曽川町の門間沼遺跡における14世紀前半の土壙中に広がる墳砂痕および、伊勢神宮の『神宮文書』による「外宮正殿の御壁板が抜け懸け、御束柱が顛倒」の記録が相当する[9]。2日前の7月24日（6月22日）に起った地震が熊野灘以東を震源域とする正平東（南）海地震であったとする見方もある[10]。
- 1498年9月11日（明応7年8月25日） 明応地震 M8.4 - 東海地震・東南海地震の連動とされるが、発掘調査により南海地震も連動したと推定される[11]。
- 1707年10月28日（宝永4年10月4日） 宝永地震（東海・東南海・南海地震とされてきた） M8.6 - 東海地震・東南海地震・南海地震が連動。
- 1854年12月23日（嘉永7年11月4日） 安政東海地震 M8.4 - 東南海地震と東海地震が連動。32時間後に安政南海地震も発生。
- 1944年（昭和19年）12月7日 昭和東南海地震 M7.9 (Mw8.2) - 2年後に昭和南海地震が発生。

以下は、南海トラフ巨大地震が100 - 150年程度の再来間隔を持つとする定説の下、地質調査で推定された地震である。慶長地震は、地震調査研究推進本部による2001年（平成13年）時点の長期評価では、南海トラフの地震の系列に属すものと評価されてきたが、遠地津波も否定できないとする見解や、南海トラフの地震でなく伊豆小笠原海溝沿いを震源域とする見解も出されている。
- 紀元前1500年頃 東京大学、高知大学、海洋研究開発機構などの調査チームによる地球深部探査船「ちきゅう」を使った海底地層の掘削調査により1944年（昭和19年）の痕跡と共に、従来は知られていなかった紀元前1500年頃の活動の痕跡が発見された[16]。
- 13世紀前半頃の地震痕 - 歴史記録は確認されていないが、和歌山県那智勝浦町川関遺跡の砂礫層や、箕島藤並遺跡の液状化痕が東南海地震を含む南海トラフ巨大地震の痕跡とされる[2]。
- 1605年2月3日（慶長9年12月16日） 慶長地震（東海・東南海・南海連動型地震?、異説あり） M7.9 - 津波地震。南海地震も連動したとされ、さらに房総沖の地震が同時発生したとする説[17]とする説等もあるが、詳細は不明である。

## 今後の発生
当該地域を震源とする大地震は周期性があり、21世紀前半にも次の地震が発生する可能性が高いとされている。政府の地震調査研究推進本部の予測によると、2018年（平成30年）1月1日時点の発生確率は30年以内で70 - 80 %、50年以内で90 %程度以上とされている。
内閣府の中央防災会議に設置された「東南海・南海地震等に関する専門調査会」では、地震とともに大津波の発生規模の予測と対応について調査を行っている。東南海・南海地震等とされているのは、過去の南海地震の発生時期が東南海地震と接近しており、両地震（加えて東海地震）が連動していると指摘されているためである（東海・東南海・南海地震参照）。
これらの地震により、富士山の噴火の原因になったと思われる事例がある（宝永地震・宝永大噴火）。

### 観測体制
- 陸上：気象庁、防災科学技術研究所（高感度地震観測網）、産業技術総合研究所（地下水総合観測ネットワーク）[19]などによる観測ネットワーク。
- DONET - 防災科学技術研究所が運用管理する、地震と津波を常時観測監視するための観測監視システム。陸上観測点より10数秒早く検知し被害を最小限に抑えるための警報を発する。

## 想定震源域内で発生した主な地震
2016年4月1日、三重県南東沖の深さ29kmのプレート境界を震源とするM6.5、最大震度4の地震が発生した。東南海地震の想定震源域でM6以上のプレート境界型地震が発生するのは昭和東南海地震の余震が収まって以降初めてだった。気象庁の地震予知情報課ではこの地震後、地震活動を注視していたが、気象庁から公式に特別な情報が出たり記者会見が開かれたりすることはなかった。東海地震の予兆の可能性がある現象を観測したときには東海地震に関連する情報が発表されるが、東南海地震の震源域は評価対象ではなく、東南海地震に対して警戒を呼び掛ける仕組みもなく、発表されなかった。
2004年9月5日には三重県南東沖でM7.4、M7.1の地震（紀伊半島南東沖地震）が発生しているが、これはプレート内部の地震である。深発地震としては1906年1月21日に三重県沖の北緯34度 東経137度 / 北緯34度 東経137度、深さ350 kmでM 7.6の地震が発生しており、神奈川県の剱埼灯台で火舎の破損などの被害が出た。

## 関連文献
- 宮坂五郎・市川一雄「戦争が消した諏訪“震度6”-昭和19年東南海地震を追う-」信濃毎日新聞社 ISBN 4784092013
- 中日新聞社会部編「恐怖のM8-東南海、三河大地震の真相」中日新聞社開発局出版開発部 ISBN 4806201405
- NHK名古屋制作（放送番組）：シリーズ 証言記録 市民たちの戦争「封印された大震災 愛知県半田市」
- 羽鳥徳太郎「明応7年・慶長9年の房総および東海南海道大津波の波源」『東京大学地震研究所彙報』第50巻第2号、東京大学地震研究所、1976年1月、171-185頁、doi:10.15083/0000033244、ISSN 00408972、NAID 120000871397。